# 트릴리언 (등장인물)
트리시아 맥밀런(Tricia McMillan) 또는 트릴리언(Trillian)은 더글러스 애덤스가 지은 은하수를 여행하는 히치하이커를 위한 안내서에 나오는 가상의 등장인물이다. 영화판에 따르면 그의 중간 이름은 마리이다.
트릴리언은 뛰어난 천체 물리학자이고, 아서 덴트와 영국 이즐링턴의 파티에서 다정스럽게 이야기를 하다가 파티 문을 깨버린 자포드와 같이 가버렸다. 그 후 6개월전 파티후에 그리고 지구가 초공간 고속도로를 놓느라 파괴된 후 깊은우주에서 아서와 만나게 된다.
최초의 라디오 시리즈에서는 그녀는 영국 액센트를 묘사하였는데 -TV시리즈와, 영화에서는 미국인이 그녀를 연기했다. 라디오 시리즈인 순수한 단계에서 산드라 디킨슨이 트리시아 맥밀런을 "금발에 많은 미국 영어를 쓰는" 트릴리언의 특징을 나타냈다. - 라디오 시리즈에서는 동일한 트릴리언이 영국에서 출생했다고 지적한다. 5권인 대체로 무해함에서 그녀는 트리시아 맥밀런과 트릴리언은 번갈아서 영국식 강세를 쓴다.
그녀는 은하수를 여행하는 히치하이커를 위한 안내서, 우주 끝에 있는 레스토랑과 삶, 우주, 그리고 모든것과 대체로 무해함에 등장하였다. 트리시아 맥밀런은 안녕히, 그리고 물고기는 고마웠어요에 약간 개작해서 등장하였다.

## 잡다한 상식
인스턴트 메시지 소프트웨어인 트릴리언은 이 등장인물의 이름을 따왔다.